# Ras Tanura
Ras Tanura (plus précisément Ra's Tannurah, en arabe : رأس تنورة signifiant « cap embrasé ») est une ville de la province orientale d'ach-Charqiya d'Arabie saoudite, située sur une péninsule qui baigne dans le Golfe Persique. Le nom de Ras Tanura décrit à la fois les installations portuaires et pétrolières de la Saudi Aramco, la plus grande compagnie pétrolière du monde, et la ville privée attenante pour les employés de la Saudi Aramco (aussi appelée "Najmah"). Le site compte 3 200 résidents, avec notamment quelques expatriés américains et britanniques.

## Géographie
Le complexe de Ras Tanura se situe au Sud du port industriel de Jubail (ancien village traditionnel de pêcheurs) et au Nord de la ville de Dammam. La géographie naturelle de la péninsule de Ras Tanura, propice à l'amarrage des bateaux, et sa proximité avec les premiers sites de forage saoudiens à Damman Dome,  en a fait un choix logique pour l'installation des premières infrastructures portuaires de raffinage et d'exportation du pétrole saoudien à la fin des années 1930. Le site a depuis été complété par de petites îles artificielles, qui permettent d'amarrer en eaux profondes les supertankers actuels.  De plus, le site a été fortement aménagé avec des plates-formes pétrolières construites par la Saudi Aramco, Schlumberger et Halliburton.